# 臺灣總督府水產試驗所

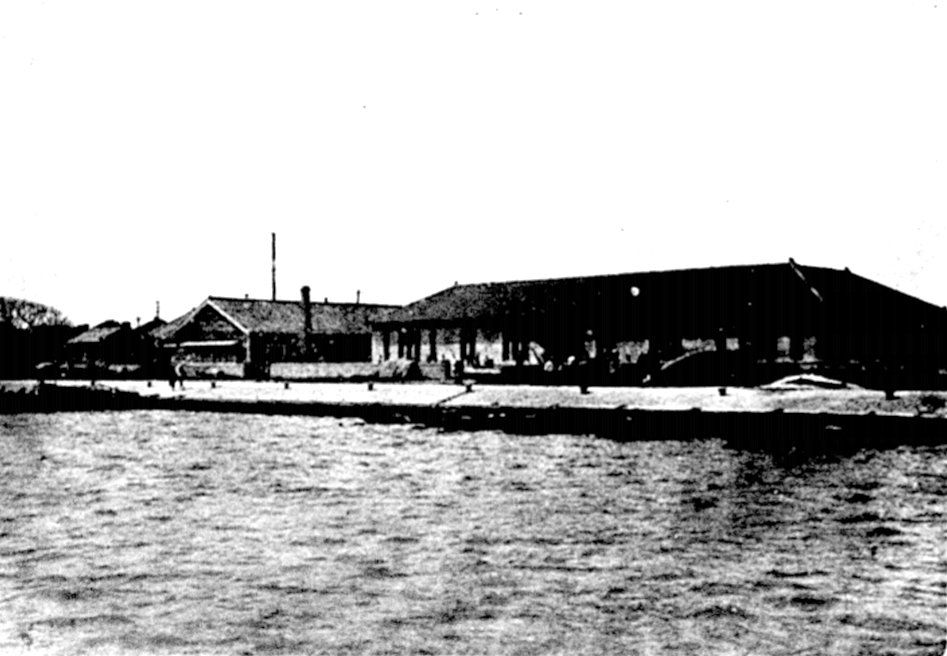
水產試驗場基隆本場全景 (1935年)

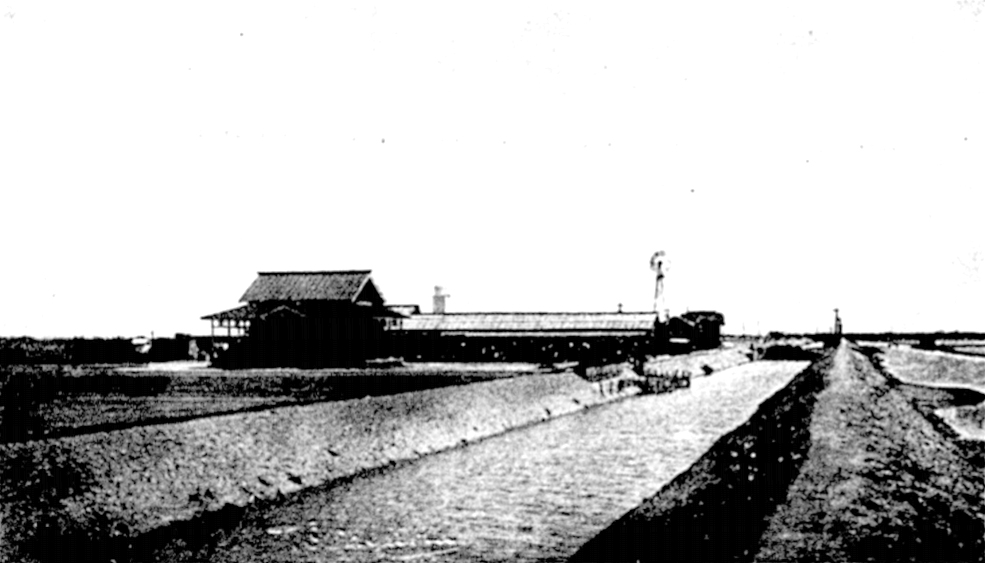
水產試驗場台南支場全景 (1935年)

臺灣總督府水產試驗所，為臺灣日治時期的中央水產研究機構，1942年自殖產局隸屬的水產試驗場獨立。臺灣總督府水產試驗所本所位於基隆市，並設有臺南支所與高雄支所。基隆本所現今為農業部水產試驗所。

## 沿革

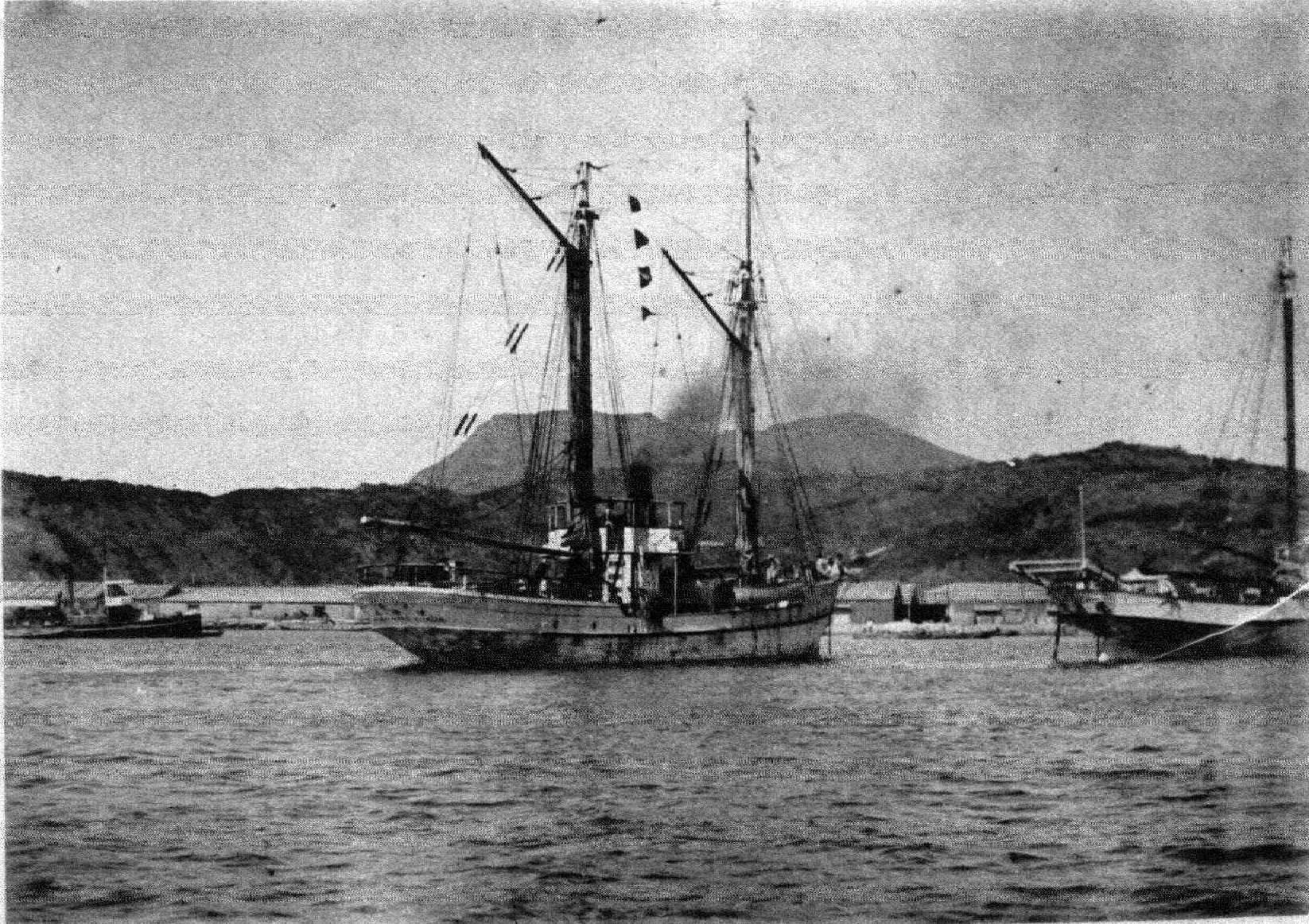
凌海丸

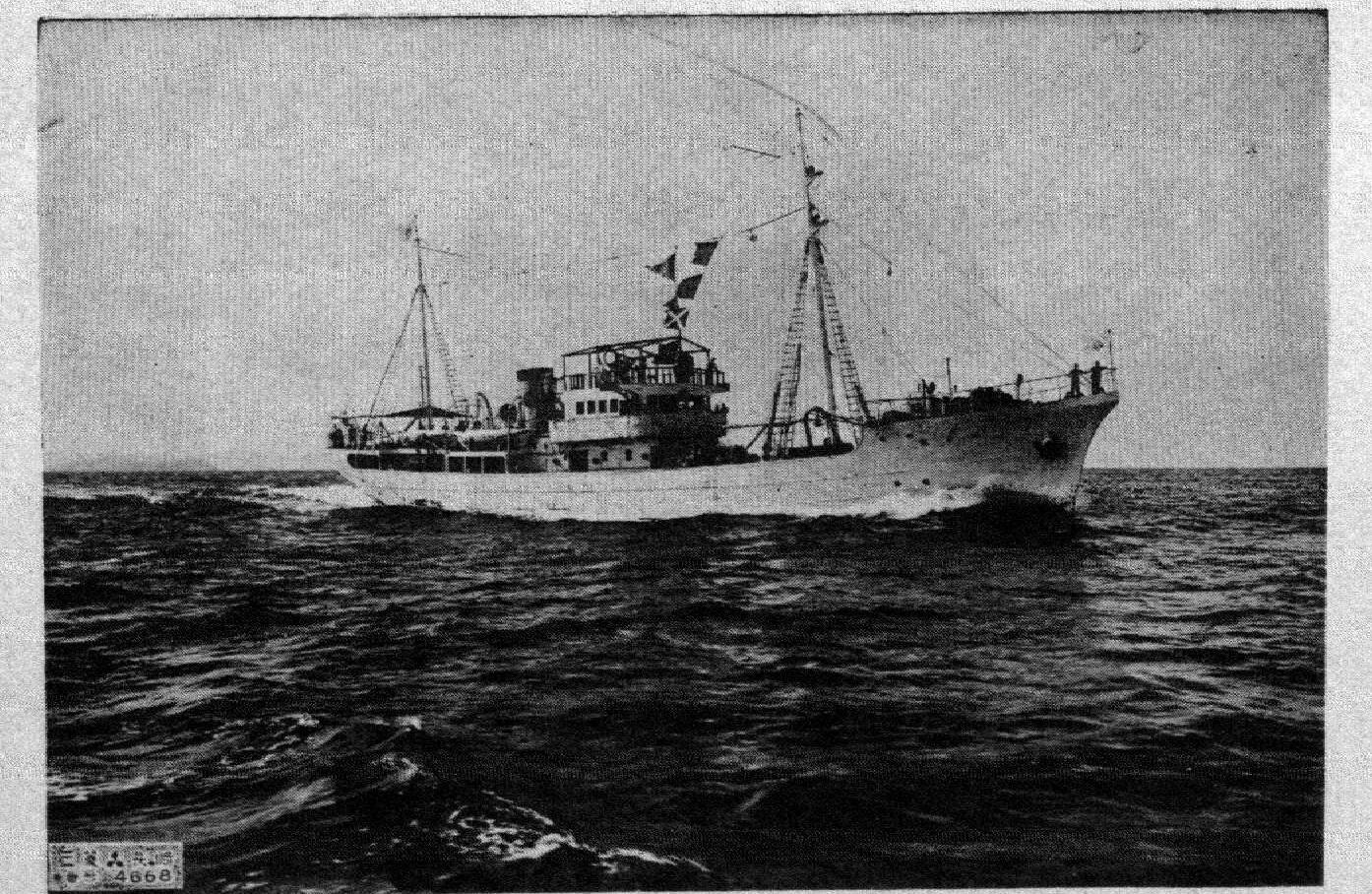
照南丸

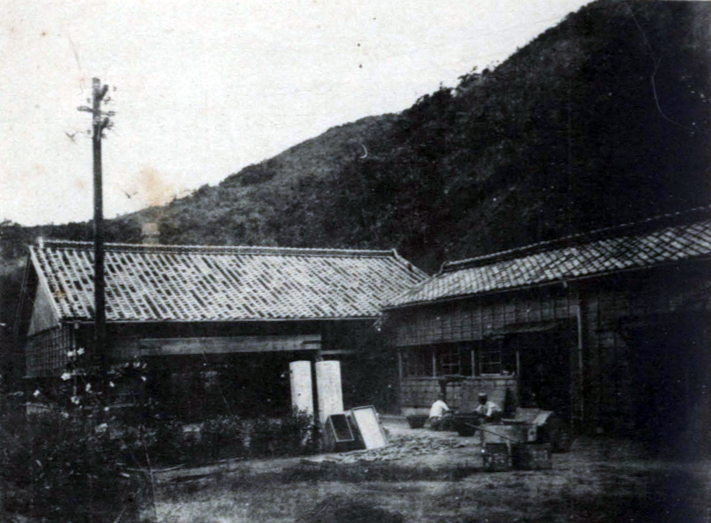
殖產局基隆鰹節製造試驗所

台灣的水產試驗始自1909年由殖產局商工課建造的「凌海丸試驗船」石油動力帆船，開始從事漁業試驗與海洋調查。1913年，在臺中廳鹿港設立「鹿港水產試業所」，從事牡蠣養殖試驗；在桃園廳桃澗堡霄裡設立「霄裡水產試業所」，從事淡水養殖試驗與種苗育成。1914年，廢除鹿港水產試業所，在澎湖廳設立「澎湖水產試業所」。1916年，將凌海丸改成蒸汽發動。1917年，廢除澎湖水產試業所。1918年，在臺南廳上鯤鯓設立「鹹水養殖試驗場」，掌理海水魚類養殖試驗與調查。1919年，凌海丸開始從事遠洋漁業試驗調查。1921年，霄裡水產試業所改稱為「霄裡淡水養殖試驗場」，並建造和洋折衷型的「綠丸試驗船」進行近海漁業試驗；同年臺北州水產試驗場在淡水成立。1923年，於基隆市八尺門設立「基隆鰹節試驗工場」，從事鰹節改良試驗。1925年，廢止綠丸；隔年在凌海丸配置無線電信裝置。
臺灣總督府殖產局水產試驗場
1929年，合併基隆鰹節試驗工場、臺南市上鯤鯓鹹水養殖試驗場、霄裡淡水養殖試驗場及凌海丸試驗船成立「臺灣總督府水產試驗場」，本場為於殖產局內，並設立基隆及臺南支場。基隆支場從事漁撈、製造與海洋調查，臺南支場則是進行養殖試驗。1931年，建造「照南丸試驗船」；同年臺中州立水產試驗場與新竹州立水產試驗場成立。1932年，凌海丸廢止；同年高雄州立水產試驗場成立。1933年8月，改基隆支場為本場，其下設漁撈部、製造部、海洋調查部、化學部、庶務部。1940年3月，新設高雄支場，從事水產皮革製造之試驗研究。
臺灣總督府水產試驗所
1942年4月，殖產局水產試驗場改制為「臺灣總督府水產試驗所」，設有漁撈科、海洋科、水產加工科、養殖科、庶務科。在戰後改為「臺灣省水產試驗所」，為現今的行政院農委會水產試驗所。

## 位置
- 臺灣總督府水產試驗所本所：基隆市社寮町67番地[1]，今行政院農委會水產試驗所。
- 臺灣總督府水產試驗所台南支所：台南市上鯤鯓81番地[1]，原址現為府平公園。
- 臺灣總督府水產試驗所高雄支所：高雄市戲獅甲[2]。

## 歷任首長
| 任次 | 肖像 | 姓名 (生–卒)         | 在任時間       | 在任時間       | 備註                     |
| ---- | ---- | -------------------- | -------------- | -------------- | ------------------------ |
| 代理 |      | 真室亞夫 (1903–1945) | 1941年12月20日 | 1942年6月5日   | 以殖產局水產課長代理。   |
| 代理 |      | 小澤太郎 (1906–1996) | 1942年6月5日   | 1942年8月7日   | 以總督官房文書課長代理。 |
| 1    |      | 鐵本總吾 (1894–？)   | 1942年8月7日   | 1945年10月25日 |                          |